# Музей тканин та декоративно-ужиткового мистецтва
Музей тканин та декоративно-ужиткового мистецтва (фр. Musée des Tissus et des Arts décoratifs) — музейна установа в Ліоні, що поєднує два музеї, історія яких почалася 1864 року із заснуванням Торговою палатою Ліона музею Мистецтва й Індустрії.

## Музей тканин

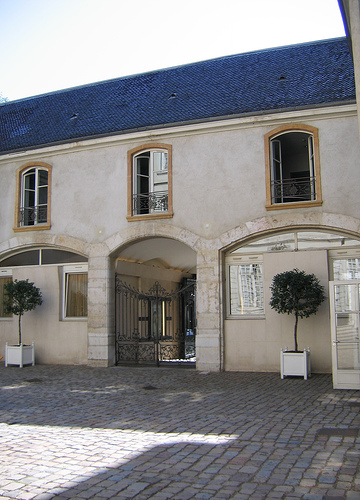
Внутрішній дворик музею

Ідея заснування музею тканин у Ліоні зародилася в 1850-1860-і роки, коли після успішної всесвітньої виставки 1851 року в Лондоні з'явився Музей Вікторії та Альберта.
1856 року Торгова палата Ліона ухвалила рішення про заснування музею Мистецтва й Індустрії з метою дати новий імпульс місцевому виробництву, сприяти покращенню підготовки відповідних фахівців. 1864 року музей було відкрито для відвідувачів. 1890 року було прийнято рішення про те, що музей спеціалізуватиметься на тканинах, тобто збиратиме й досліджуватиме насамперед історичні тканини і методи їхнього виробництва. З 1946 року музей розташувався в особняку Віллеруа, що був резиденцією Ліонського губернатора у XVIII столітті.
Зараз музей тканин має одну з найбагатших у світі колекцій історичних тканин, що представляють 4000 років історії ткацтва. Загалом тут зібрано бл. 2 млн зразків тканин з XXV ст. до н. е. до тканин, виготовлених 2006 року.

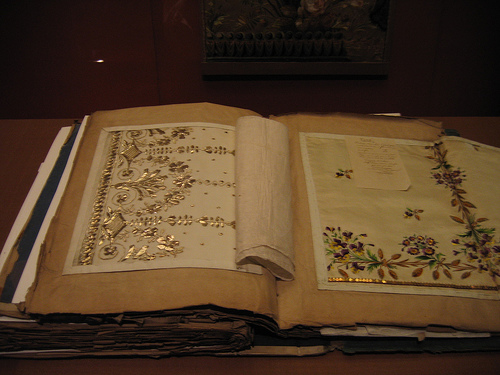
Давній каталог зразків тканин.
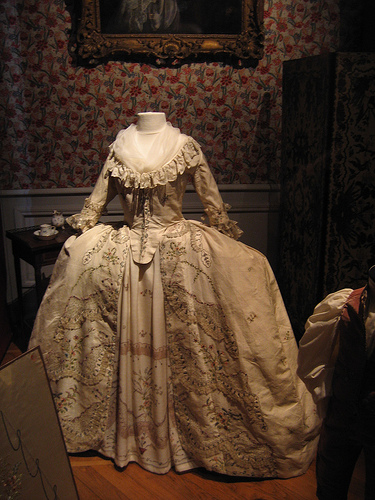
Шовкова сукня.
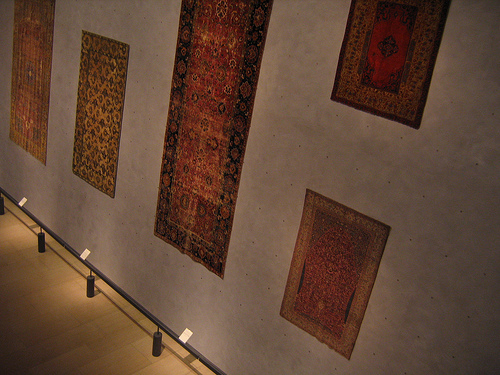
Зала зі зразками шовкових тканин.

## Музей декоративно-ужиткового мистецтва
Музей розвинувся з колекції музею Мистецтва й Індустрії, що був створений Торговою палатою міста Ліона. З 1925 року музей розташувався в особняку Жана Лакруа, спорудженому за проектом архітектора Жака-Жермена Суфло в 1739 році. Особняк для потреб музею придбали за власний кошт члени Товариства розвитку музеї Ліона.
Приміщення музею оздоблені дерев'яними панелями, що частково походять з інших ліонських особняків XVIII століття, а також гобеленами XVI–XVIII століть. Музей має багату колекцію давніх меблів паризьких, ліонських та гренобльських майстрів. Тут також зібрана рідкісна колекція Маркетрі XVII–XIX століть. У фондах музею багато виробів золотарства, кераміки, а також чимала графічна колекція таких майстрів, як Джорджо Вазарі, Франческо Приматіччо, Гверчіно, Пітер Санредам, Шарль Лебрен, Жан-Оноре Фраґонар, Гюбер Робер, Ан-Луї Жироде де Русі-Тріозон, Жан-Огюст-Домінік Енгр.

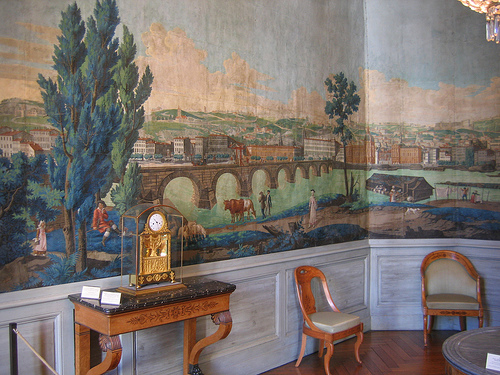
Салон з розмальованими дерев'яними панелями, на яких зображені види Ліона.
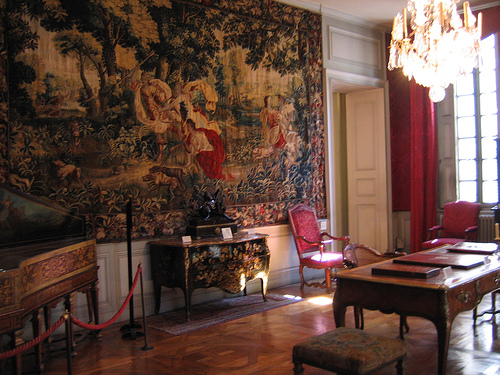
Салон з гобеленом і клавесином
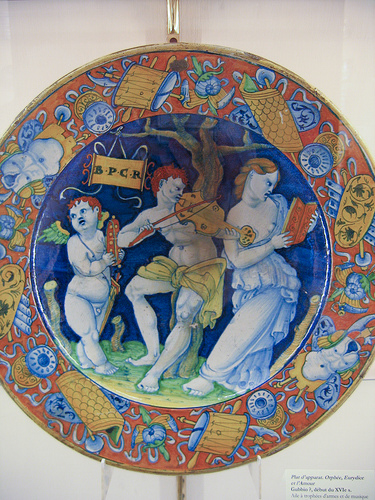
Бенкетна таріль XVI ст.
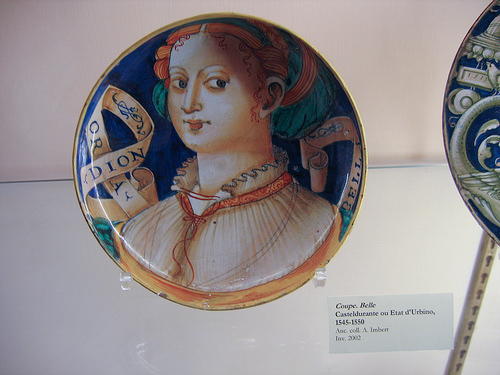
Давній келих (1545-1450), деталь.